# سینت ایوز، نیو ساوت ولز
سینت ایوز (به انگلیسی: St Ives) یک حومه شهر در استرالیا است که در نیو ساوت ولز واقع شده‌است.